# Невероятный побег
«Невероятный побег» (англ. A Calamitous Elopement) — американский короткометражный комедийный фильм Дэвида Уорка Гриффита.

## Сюжет
Фильм рассказывает о молодых влюблённых, наслаждающихся друг другом в доме юной леди, пока об этом не узнал её отец.

## В ролях
| Актёр              | Роль        |
| ------------------ | ----------- |
| Гарри Солтер       | Фрэнк       |
| Линда Арвидсон     | Дженни      |
| Чарльз Инсли       | отец Дженни |
| Джордж Гебхардт    | Билл        |
| Джон Р. Кампсон    |             |
| Дэвид Уорк Гриффит | полицейский |
| Роберт Херрон      |             |
| Флоренс Лоуренс    |             |
| Энтони О’Салливан  |             |